# Pseudometagea bakeri
Pseudometagea bakeri is een vliesvleugelig insect uit de familie Eucharitidae. De wetenschappelijke naam is voor het eerst geldig gepubliceerd in 1961 door Burks.